# Cavigliano
Cavigliano (in dialetto ticinese Cavijän) è una frazione di 689 abitanti del comune svizzero di Terre di Pedemonte, nel Canton Ticino (distretto di Locarno).

## Geografia fisica
Cavigliano è la frazione più occidentale del Comune di Terre di Pedemonte e si trova all'imbocco della valle Onsernone.

## Storia

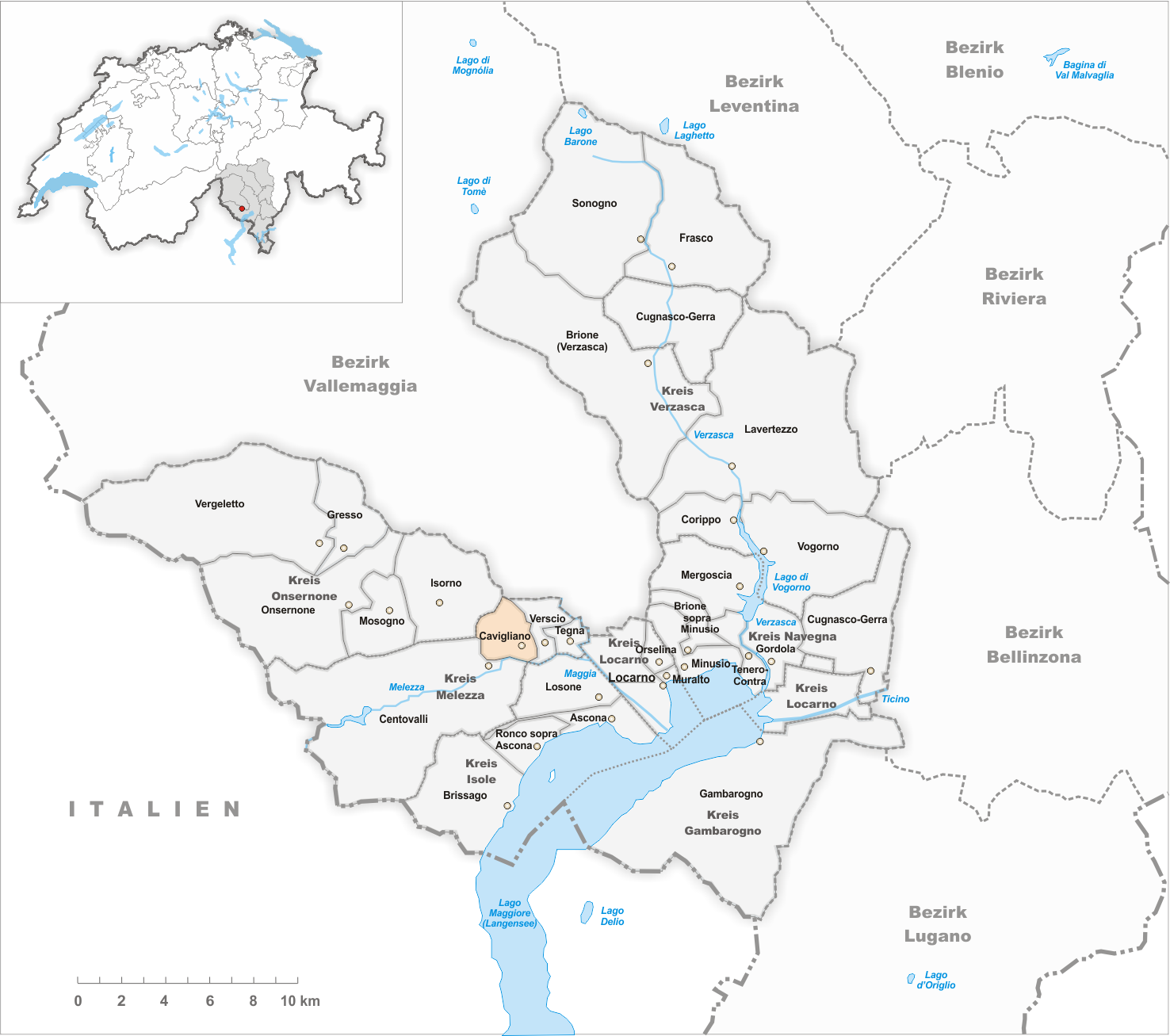
Il territorio del comune di Cavigliano prima degli accorpamenti comunali del 2012

Già comune autonomo che si estendeva per 5,46 km², nel 2013 è stato accorpato agli altri comuni soppressi di Tegna e Verscio per formare il comune di Terre di Pedemonte.  La fusione era stata approvata dal Gran Consiglio ticinese il 10 agosto 2012.
Già il 22 settembre 2002 si erano tenute votazioni consultive per il progetto di aggregazione in nuovo comune, che avrebbe avuto il nome di "Pedemonte", ma l'aggregazione fu bocciata a causa della votazione negativa della popolazione di Tegna. Il 25 settembre 2011 una seconda votazione consultiva approvò invece l'aggregazione con un voto favorevole del 66,42% a Cavigliano, dell'85,74% a Verscio e del 52,56% a Tegna).

## Monumenti e luoghi d'interesse

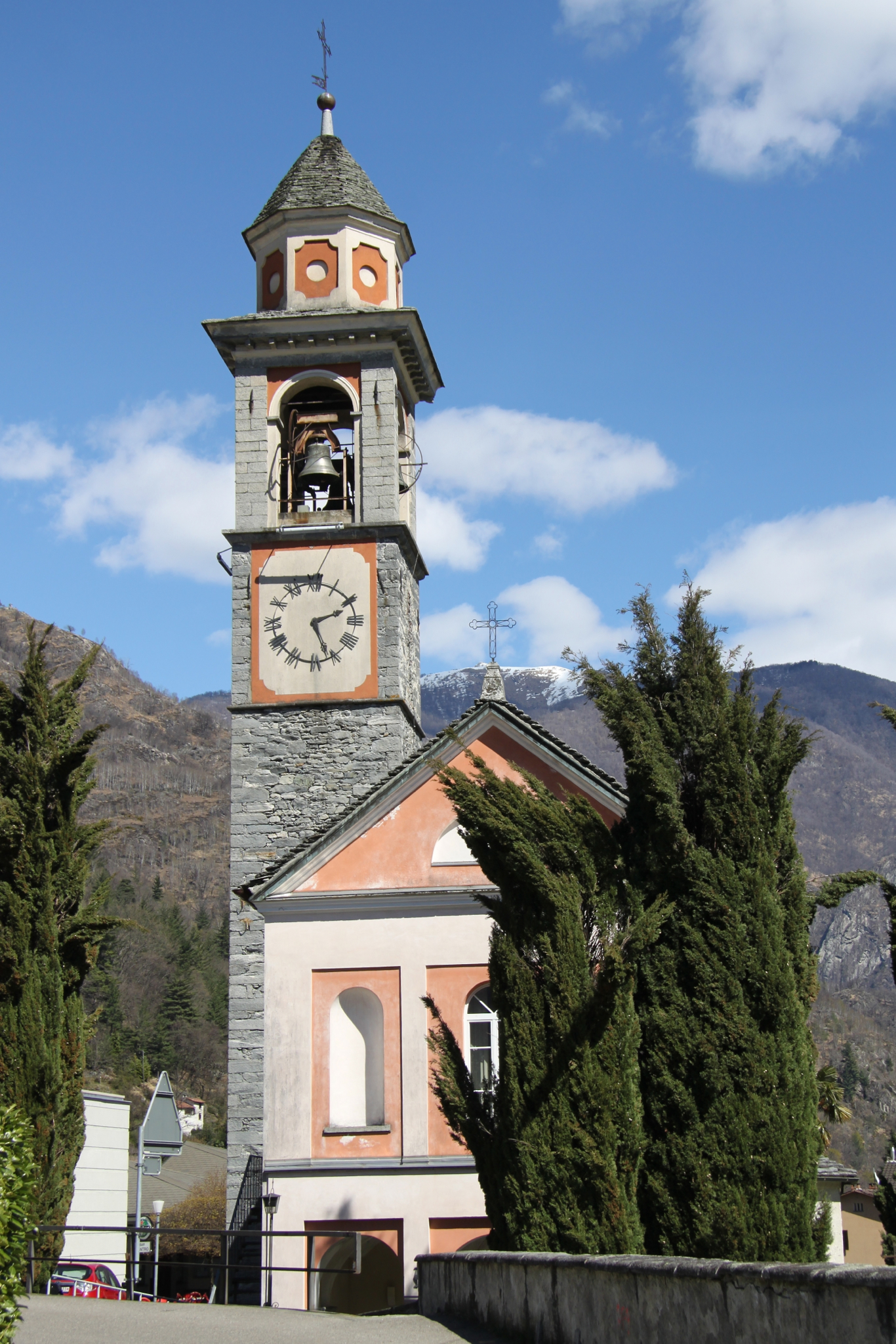
La chiesa parrocchiale di San Michele

- Chiesa parrocchiale di San Michele, del XVI secolo[4].

## Società

### Evoluzione demografica
L'evoluzione demografica è riportata nella seguente tabella:
Abitanti censiti

## Infrastrutture e trasporti

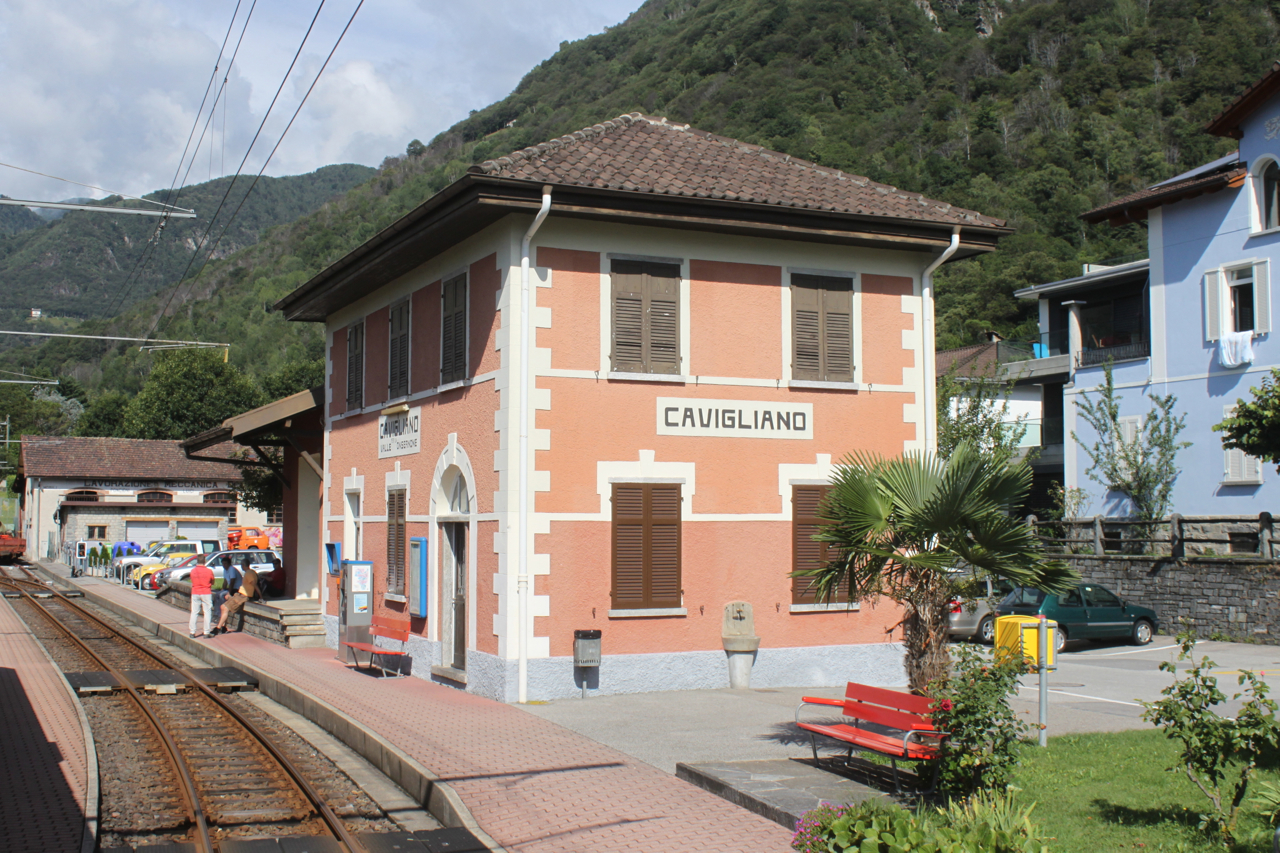
La stazione di Cavigliano

Il paese è servito dalla stazione di Cavigliano della ferrovia Domodossola-Locarno.

## Amministrazione
Ogni famiglia originaria del luogo fa parte del cosiddetto comune patriziale e ha la responsabilità della manutenzione di ogni bene ricadente all'interno dei confini della frazione.